# Lac Saint-Paul, Amherst
Lac Saint-Paul är en sjö i Kanada.   Den ligger i regionen Laurentides och provinsen Québec, i den sydöstra delen av landet, 100 km nordost om huvudstaden Ottawa. Lac Saint-Paul ligger 237 meter över havet. Arean är 0,45 kvadratkilometer. Den sträcker sig 1,2 kilometer i nord-sydlig riktning, och 0,8 kilometer i öst-västlig riktning.
I omgivningarna runt Lac Saint-Paul växer i huvudsak blandskog. Runt Lac Saint-Paul är det mycket glesbefolkat, med 4 invånare per kvadratkilometer.